# Show Me the Meaning of Being Lonely
Show Me the Meaning of Being Lonely è un brano musicale dei Backstreet Boys, pubblicato il 26 novembre 1999 come terzo singolo dall'album Millennium. Fu scritto da Max Martin e Herbie Crichlow ed è una ballad pop e R&B con influenze di pop latino. Il brano fu un successo nelle top 10 delle classifiche di molti paesi, raggiungendo la posizione numero 3 della Official Singles Chart, la numero 6 della Billboard Hot 100, e la numero 4 nella classifica italiana FIMI. Nel 2001 la canzone guadagnò una nomination ai Grammy Awards per la miglior interpretazione vocale di un gruppo.

## Video
Il video di Show Me the Meaning of Being Lonely fu diretto da Stuart Gosling e girato a Los Angeles. Con esso i componenti della band raccontano separatamente uno spiacevole episodio della loro vita fino al momento della conclusione, in cui si riuniscono per cantare insieme il ritornello finale. Brian rivive l'operazione al cuore subita nel 1998 per una malformazione dalla nascita; Kevin guarda un video di lui col padre, scomparso prematuramente; Howie vede una ragazza che rappresenta la sorella scomparsa per una grave malattia; AJ si trova su un autobus e ripensa alla fidanzata Chrissy; Nick cammina per la strada e salva una ragazza dall'essere investita da un autobus. Una seconda versione del video si apre con una dedica a Denniz PoP (1963-1998), produttore del gruppo, scomparso prematuramente a causa di un tumore dello stomaco.

## Tracce
- UK[9]

1. "Show Me the Meaning of Being Lonely" – 3:54
2. "I'll Be There for You" – 4:34
3. "You Wrote the Book on Love" – 4:38

- America

Double 12" Vinyl
1. "Show Me the Meaning of Being Lonely" (Soul Solution House of Loneliness Vocal) – 7:22
2. "Show Me the Meaning of Being Lonely" (Jason Nevins Crossover Instrumental) – 3:57 [track only, no vocals]
3. "Show Me the Meaning of Being Lonely" (Soul Solution Mix Show Version) – 4:12
4. "Show Me the Meaning of Being Lonely" (LP Version) – 3:54
5. "Show Me the Meaning of Being Lonely" (Jason Nevins Crossover Remix) – 3:55
6. "Show Me the Meaning of Being Lonely" (Remix Acapella) – 3:55 [vocals only, no track]
7. "Show Me the Meaning of Being Lonely" (Soul Solution House of Loneliness Dub) – 6:50 [track only, no vocals]
8. "Show Me the Meaning of Being Lonely" (Bonus Beats) – 2:55 [track only, no vocals]

Le Tracce 3 & 5 sono disponibili nel CD format (on UK CD single #1 e #2 di "The One")

## Classifiche

### Classifiche settimanali
| Classifica (2000)                      | Posizione più alta |
| -------------------------------------- | ------------------ |
| Australia (ARIA Charts)                | 19                 |
| Austria (Ö3 Austria Top 40)            | 8                  |
| Belgio (Fiandre) (Ultratop)            | 4                  |
| Belgio (Vallonia) (Ultratop)           | 14                 |
| Canada (Billboard Canadian Hot 100)    | 8                  |
| Canada (RPM)                           | 1                  |
| Eurochart Hot 100 Singles              | 4                  |
| Finlandia (Suomen virallinen lista)    | 3                  |
| Germania (Offizielle Top 100)          | 3                  |
| Irlanda (IRMA)                         | 5                  |
| Islanda (Íslenski Listinn Topp 40)     | 8                  |
| Italia (FIMI)                          | 4                  |
| Norvegia (VG-lista)                    | 2                  |
| Nuova Zelanda (RMNZ)                   | 3                  |
| Paesi Bassi (Dutch Top 40)             | 2                  |
| Paesi Bassi (Single Top 100)           | 2                  |
| Regno Unito (Official Charts Company)  | 3                  |
| Romania (Romanian Top 100)             | 1                  |
| Spagna (PROMUSICAE)                    | 4                  |
| Svezia (Sverigetopplistan)             | 2                  |
| Svizzera (Schweizer Hitparade)         | 2                  |
| USA Billboard Hot 100                  | 6                  |
| USA Hot Adult Contemporary (Billboard) | 2                  |
| USA Adult Top 40 (Billboard)           | 15                 |
| USA Mainstream 40 (Billboard)          | 1                  |
| USA Rhythmic Songs (Billboard)         | 8                  |
| USA Top 40 Tracks (Billboard)          | 2                  |

### Classifica annuale
| Paese (2000) | Posizione massima |
| ------------ | ----------------- |
| Italia       | 62                |